# Wingate (Durham)
Wingate – wieś i civil parish w Anglii, w hrabstwie Durham. Leży 14 km na wschód od miasta Durham i 368 km na północ od Londynu. W 2011 roku civil parish liczyła 4168 mieszkańców.